# Округ Тери (Тексас)
Округ Тери (енгл. Terry County) је округ у америчкој савезној држави Тексас. По попису из 2010. године број становника је 12.651.

## Демографија
Према попису становништва из 2010. у округу је живело 12.651 становника, што је 110 (0,9%) становника мање него 2000. године.
| Група             | 2000.         | 2010.         |
| Белци             | 6.351 (49,8%) | 5.747 (45,4%) |
| Афроамериканци    | 638 (5,0%)    | 605 (4,8%)    |
| Азијати           | 28 (0,2%)     | 30 (0,2%)     |
| Хиспаноамериканци | 5.626 (44,1%) | 6.211 (49,1%) |
| Укупно            | 12.761        | 12.651        |